# Madrycka Droga św. Jakuba

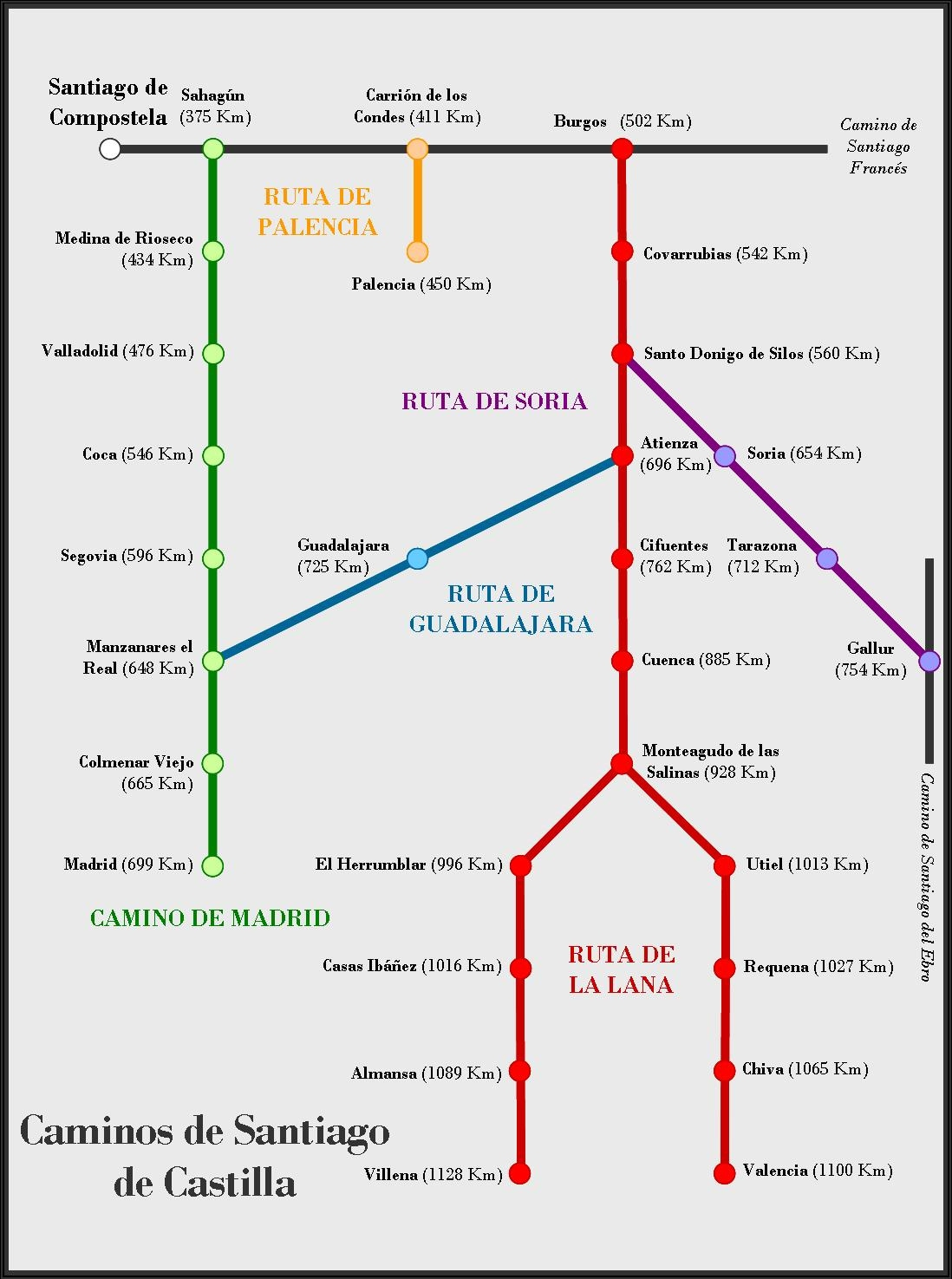
Schemat najważniejszych Dróg św. Jakuba w centralnej Hiszpanii z zaznaczoną Ruta Jacobea Madrileña

Madrycka Droga św. Jakuba (hiszp. Camino de Santiago de Madrid lub Ruta Jacobea Madrileña) – jeden ze szlaków w ramach dróg św. Jakuba. Prowadzi z Toledo (w wersji opcjonalnej, choć najczęściej początkiem jest Madryt), przez Madryt do Sahagún, gdzie styka się z Camino Frances i ostatecznie prowadzi do Santiago de Compostela. Ważniejsze miasta mijane po drodze to m.in.: Getafe, Segowia, Santa María la Real de Nieva, Coca, Alcazarén, Puente Duero, Valladolid (opcjonalnie), Simancas, Wamba, Medina de Rioseco, Santervás de Campos.
Camino de Santiago Madrid ma długość 365 km, licząc z Madrytu do Sahagún, a idąc dalej Camino Frances do Santiago de Compostela droga wyniesie 696 km.
Najtrudniejszym etapem Camino de Santiago Madrid jest odcinek pomiędzy Cercedillą a Segowią, podczas którego trzeba pokonać przełęcz Puerto de La Fuenfría, która leży na wysokości 1796 m n.p.m.